# Bones McKinney
Horace Albert "Bones" McKinney (Lowland, Carolina del Norte, 1 de enero de 1919-Raleigh, Carolina del Norte, 16 de mayo de 1997) fue un jugador y entrenador de baloncesto estadounidense que jugó durante 6 temporadas entre la BAA y la NBA. Con 1,98 metros de altura, jugaba en la posición de ala-pívot. Después de retirarse se convirtió en entrenador, dirigiendo equipos de la NCAA, la NBA y la ABA.

## Trayectoria deportiva

### Universidad
Jugó durante dos temporadas con los Red Terrors (que así se denominaban entonces a los actuales Wolfpack) de la Universidad Estatal de Carolina del Norte, hasta que la competición fuera interrumpida por la Segunda Guerra Mundial. Tras la contienda, eligió continuar su carrera universitaria en los Tar Heels de la Universidad de Carolina del Norte en Chapel Hill, con los que llegó a disputar la final de la División I de la NCAA donde caerían ante Oklahoma A&M, que estaban liderados por el gigante Bob Kurland, que dejó a Bones en tan solo 6 puntos.

### Profesional
Tras casarse y tener un hijo, decidió convertirse en profesional. Firmó con los Washington Capitols, dirigidos por Red Auerbach, y en su primera temporada, tras promediar 12,0 puntos y 1,2 asistencias, fue incluido en el mejor quinteto de la BAA.
En la temporada 1948-49 fue también uno de los jugadores destacados de la liga, tras promediar 12,7 puntos y 2,0 asistencias y llevar a su equipo a disputar las Finales, en las que cayeron ante Minneapolis Lakers. McKinney fue incluido en el segundo mejor quinteto de la liga. Jugó con los Capitols hasta que el equipo desapareció en la temporada 1950-51, en la que además asumió el papel de jugador-entrenador, obteniendo un balance de 10 victorias y 25 derrotas.
Tras la desaparición del equipo, se estableció un draft de dispersión, siendo elegido por Boston Celtics, donde jugaría hasta el final de la siguiente temporada, dando por finalizada su carrera profesional. En el total de la misma promedió 9,4 puntos y 3,5 rebotes por partido.

### Entrenador
Tras retirarse, aceptó el puesto de entrenador asistente de la Universidad de Wake Forest, asumiendo en 1957 el puesto de entrenador principal, puesto que mantuvo durante ocho temporadas. En 1970 regresó al baloncesto profesional, haciéndose cargo de los Carolina Cougars de la ABA durante dos temporadas.

#### Estadísticas
| Temporada | Equipo              | Temporada regular | Temporada regular | Temporada regular | Playoffs NBA/ABA | Playoffs NBA/ABA | Playoffs NBA/ABA |
| Temporada | Equipo              | G                 | P                 | %                 | G                | P                | %                |
| --------- | ------------------- | ----------------- | ----------------- | ----------------- | ---------------- | ---------------- | ---------------- |
| 1950-1951 | Washington Capitols | 10                | 25                | .286              |                  |                  |                  |
| 1969-1970 | Carolina Cougars    | 42                | 42                | .500              | 0                | 4                | .000             |
| 1970-1971 | Carolina Cougars    | 17                | 25                | .405              |                  |                  |                  |
| TOTAL     |                     | 69                | 92                | .429              | 0                | 4                | .000             |

## Estadísticas de su carrera en la NBA

### Temporada regular
| Temp.   | Edad | Equipo     | Liga  | P   | TIT | MIN  | TC  | TCA  | %TC  | 3P | 3PA | %3P | TL  | TLA | %TL  | R.OF. | R.DEF. | REB | ASIS | ROB | TAP | PER | FP  | PTS  |
| 1946-47 | 28   | Washington | BAA   | 58  |     |      | 4.7 | 17.0 | .279 |    |     |     | 2.5 | 3.6 | .690 |       |        |     | 1.2  |     |     |     | 2.8 | 12.0 |
| 1947-48 | 29   | Washington | BAA   | 43  |     |      | 4.2 | 15.8 | .268 |    |     |     | 2.8 | 4.4 | .644 |       |        |     | 0.8  |     |     |     | 4.1 | 11.3 |
| 1948-49 | 30   | Washington | BAA   | 57  |     |      | 4.6 | 14.1 | .328 |    |     |     | 3.5 | 4.9 | .706 |       |        |     | 2.0  |     |     |     | 3.8 | 12.7 |
| 1949-50 | 31   | Washington | NBA   | 53  |     |      | 3.5 | 11.9 | .296 |    |     |     | 2.2 | 2.9 | .776 |       |        |     | 1.7  |     |     |     | 3.5 | 9.3  |
| 1950-51 | 32   | TOTAL      | NBA   | 44  |     |      | 2.3 | 7.4  | .312 |    |     |     | 1.3 | 1.8 | .716 |       |        | 4.5 | 1.9  |     |     |     | 3.1 | 6.0  |
| 1950-51 | 32   | Washington | NBA   |     |     |      |     |      |      |    |     |     |     |     |      |       |        |     |      |     |     |     |     |      |
| 1950-51 | 32   | Boston     | NBA   |     |     |      |     |      |      |    |     |     |     |     |      |       |        |     |      |     |     |     |     |      |
| 1951-52 | 33   | Boston     | NBA   | 63  |     | 17.2 | 2.2 | 6.6  | .325 |    |     |     | 1.0 | 1.3 | .813 |       |        | 2.8 | 1.8  |     |     |     | 2.3 | 5.3  |
| Total   |      |            | TOTAL | 318 |     | 17.2 | 3.6 | 12.1 | .298 |    |     |     | 2.2 | 3.1 | .711 |       |        | 3.5 | 1.6  |     |     |     | 3.2 | 9.4  |
|         |      |            | NBA   | 160 |     | 17.2 | 2.7 | 8.6  | .309 |    |     |     | 1.5 | 2.0 | .770 |       |        | 3.5 | 1.8  |     |     |     | 2.9 | 6.8  |
|         |      |            | BAA   | 158 |     |      | 4.6 | 15.6 | .292 |    |     |     | 2.9 | 4.3 | .684 |       |        |     | 1.4  |     |     |     | 3.5 | 12.0 |

### Playoffs
| Temp.   | Edad | Equipo     | Liga  | P  | MIN | TCA | TC  | 3PA | 3P | TLA | TL | R.OF. | REB | ASIS | ROB | TAP | PER | FP | PTS | %TC  | %3P | %FT  | MIN | PTS  | REB | AST |
| 1946-47 | 28   | Washington | BAA   | 6  |     | 18  | 85  |     |    | 22  | 34 |       |     | 3    |     |     |     | 17 | 58  | .212 |     | .647 |     | 9.7  |     | 0.5 |
| 1948-49 | 30   | Washington | BAA   | 10 |     | 45  | 127 |     |    | 38  | 52 |       |     | 9    |     |     |     | 36 | 128 | .354 |     | .731 |     | 12.8 |     | 0.9 |
| 1949-50 | 31   | Washington | NBA   | 2  |     | 6   | 22  |     |    | 4   | 5  |       |     | 3    |     |     |     | 11 | 16  | .273 |     | .800 |     | 8.0  |     | 1.5 |
| 1950-51 | 32   | Boston     | NBA   | 2  |     | 11  | 25  |     |    | 4   | 5  |       | 10  | 8    |     |     |     | 9  | 26  | .440 |     | .800 |     | 13.0 | 5.0 | 4.0 |
| 1951-52 | 33   | Boston     | NBA   | 3  | 20  | 2   | 9   |     |    | 0   | 0  |       | 6   | 2    |     |     |     | 9  | 4   | .222 |     |      | 6.7 | 1.3  | 2.0 | 0.7 |
| Total   |      |            | TOTAL | 23 | 20  | 82  | 268 |     |    | 68  | 96 |       | 16  | 25   |     |     |     | 82 | 232 | .306 |     | .708 | 6.7 | 10.1 | 3.2 | 1.1 |
|         |      |            | BAA   | 16 |     | 63  | 212 |     |    | 60  | 86 |       |     | 12   |     |     |     | 53 | 186 | .297 |     | .698 |     | 11.6 |     | 0.8 |
|         |      |            | NBA   | 7  | 20  | 19  | 56  |     |    | 8   | 10 |       | 16  | 13   |     |     |     | 29 | 46  | .339 |     | .800 | 6.7 | 6.6  | 3.2 | 1.9 |